# Zmącony spokój Pani Labiryntu
Zmącony spokój Pani Labiryntu – powieść Joe Alexa (właśc. Macieja Słomczyńskiego), wydana po raz pierwszy w 1965 roku.

## Opis fabuły
Joe Alex towarzyszy Karolinie Beacon w naukowej wyprawie na nieprzystępną grecką wyspę Keros (w pobliżu Naksos). Młoda pani archeolog wraz z ekipą badaczy dąży do odnalezienia ukrytej świątyni bogini Kreteńczyków, Ateny. Po przyjeździe grupka naukowców systematycznie eksploruje sieć grot i jaskiń w poszukiwaniu mitycznego przybytku. Wkrótce jednego z uczestników dosięga klątwa Pani Labiryntu. Jednakże dla Alexa zbrodnia jest faktem, z którym czynniki nadprzyrodzone niewiele mają wspólnego. Naruszenie spokoju bogini nie wydaje mu się rzeczywistym motywem zabójstwa. Wśród niewielu znajdujących się na wyspie osób ukrywa się zatem morderca z krwi i kości.